# Хлыпенко, Георгий Николаевич
Георгий Николаевич Хлыпенко (16 сентября 1938, Садовое, Московский район, Чуйская область — 15 сентября 2019, Бишкек) — советский, затем кыргызстанский литературовед и литературный критик, член Союза писателей СССР (с 1985 года). Кандидат филологических наук (с 1969 года), профессор (с 1997 года).

## Биография
Родился 16 сентября 1938 года в селе Садовое Московского района Чуйской области в семье служащего. С детства Хлыпенко слышал русскую, киргизскую, украинскую речь (в том числе и суржик), видел взаимодействие и влияние разных культур друг на друга — свои первые наблюдения таких процессов он публиковал в районной газете. В 1955 году после окончания средней школы с серебряной медалью, Георгий Хлыпенко перебрался в Бишкек, где без вступительных экзаменов поступил в Кыргызский государственный университет на филологический факультет. В 1960 году, после получения высшего образования, он продолжил учёбу в аспирантуре этого же университета, вёл научно-исследовательскую работу под руководством профессора Евгения Озмителя, и в 1969 году после защиты диссертации на тему «Мастерство изображения характера в современной киргизской прозе», получил учёную степень кандидата филологических наук.
Во время учёбы в аспирантуре с 1960 по 1968 год он занимал должность старшего редактора, начальника редакционно-издательского отдела Института научно-технической информации Госкомитета по координации НИР. В этот же период пробует себя в педагогике —  с 1966 года был преподавателем кафедры теории и истории литературы своей альма-матер, спустя три года — старшим преподавателем, заведующим кафедрой русской литературы Пржевальского педагогического института. С 1971 года, после двух лет работы в Караколе, Хлыпенко вернулся во Фрунзе, где занял должность старшего преподавателя, доцентом и исполняющим обязанности заведующего кафедрой русской и зарубежной литературы Кыргызского женского педагогического института имени В. В. Маяковского. С 1979 по 1997 год Георгий Николаевич стал заведующим кафедрой русской литературы Фрунзенского педагогического института русского языка и литературы. С 1997 по 2018 был профессором кафедры истории и теории литературы гуманитарного факультета Кыргызско-Российского Славянского университета имени Б. Н. Ельцина.
Скончался 15 сентября 2018 года.

## Научная деятельность
Преподаватель-литературовед Георгий Николаевич читал лекции и проводил семинары по теории литературы, истории литературы и литературной критике, а как учёный-филолог проводил исследования в области киргизской, русской и украинской литературы, находился в поиске их взаимосвязей, влияния друг на друга и своеобразия.

## Награды
- Почётный знак «За отличные успехи в области высшего образования СССР»;
- Медаль «Ветеран труда»;
- Почётная грамота Кыргызской Республики (2009)[7];
- Почётная грамота Министерства иностранных дел Украины (2011) — «за многолетнюю плодотворную деятельность, направленную на сохранение национально-культурной самобытности и этнической идентичности заграничных украинцев, укрепление связей с Украиной, утверждение её положительного имиджа в мире и по случаю 20-й годовщины независимости Украины»[8].